# 七五三掛龍也
七五三掛 龍也（しめかけ りゅうや、1995年〈平成7年〉6月23日 - ）は、日本のアイドル、俳優、歌手、タレント。男性アイドルグループ・Travis Japanのメンバー。愛称は、しめちゃん。
茨城県古河市出身、栃木県下都賀郡野木町育ち。STARTO ENTERTAINMENT所属。

## 来歴
両親、特に父親が木村拓哉の大ファンで、小さいころからジャニーズをよく見ていた。2009年2月15日にジャニーズ事務所に入所。同期に松村北斗がいる。『PLAYZONE 2010 〜ROAD TO PLAYZONE〜』への出演のために結成されたS.A.D.、『PLAYZONE'11 SONG & DANC'N.』への出演のために結成されたJR.Aを経て、2012年7月にTravis Japan結成メンバーに抜擢される。
2022年10月28日、Travis Japanとしてジャニーズ事務所では初の配信シングル『JUST DANCE!』で全世界メジャーデビュー。
2024年9月29日に個人公式Instagram、2025年4月28日に個人公式TikTokを開設した。

## 人物
舞台のナンバーやグループの楽曲の振付を担当することもあり、メンバーそれぞれの魅力を引き出すのがうまいと評される。
グループのメンバー紹介楽曲「Unique Tigers」の中でも〈ゆるふわ天然　キュートなスマイル〉と紹介される天然キャラ。「姫ポジ」という立場でメンバーやファンから愛されている。

## 出演
グループでの出演はS.A.D.・JR.A・Travis Japan#出演を参照。個人での出演のみ記載。

### テレビドラマ
- BAD BOYS J（2013年4月7日 - 6月23日、日本テレビ） - 見城樹 役
- 49（2013年10月6日 - 12月29日、日本テレビ） - 増山海斗役
- トットちゃん! 第47話[17]（2017年12月5日、テレビ朝日）
- あにいもうと（2018年6月25日、TBS） - 三四郎 役[18]
- 坂の上の赤い屋根 第2話 - 最終話（2024年3月10日 - 3月31日、WOWOW） - 鈴木洋平 役[19][20][21]
- 私たちが恋する理由（2024年10月12日 - 12月21日、テレビ朝日） - 坂元凌 役[22]

### 配信ドラマ
- 私たちが恋する理由 Another Story（2024年11月2日 - 12月14日、TELASA） - 主演・坂元凌 役[23][24]
- 私の夫と結婚して（2025年6月27日 - 、Amazon Prime Video）- 田辺悠斗 役[25]

### 映画
- 劇場版 BAD BOYS J -最後に守るもの-（2013年11月9日） - 見城樹 役[26]
- ライアー×ライアー（2021年2月19日） - 桂孝昭 役[27]

### 舞台
- PLAYZONE2009 太陽からの手紙（2009年7月11日 - 8月9日、青山劇場 / 8月21日 - 26日、梅田芸術劇場メインホール）[28]
- ファン感謝ライブ in シアタークリエ『みんなクリエに来てクリエ！』〔PART 3〕（2010年5月28日 - 31日、シアタークリエ）[29]
- 新春 滝沢革命（2012年1月1日 - 29日、帝国劇場）[30]
- ABC座 2015（2015年10月7日 - 28日、日生劇場）[31]
- マリウス（2017年3月6日 - 27日、日生劇場）[32]
- いまを生きる（2018年10月5日 - 24日、新国立劇場中劇場） - ノックス・オーバーストリート役[33]
- ハル（2019年4月1日 - 14日、TBS赤坂ACTシアター / 4月22日 - 28日、梅田芸術劇場メインホール） - 修一 役[34]
- ダブリンの鐘つきカビ人間（2024年7月3日 - 10日、東京国際フォーラム ホールC / 7月20日 - 29日、COOL JAPAN PARK OSAKA WWホール） - 主演・カビ人間 役（吉澤閑也とW主演）[35][36]
- ハロルドとモード『HAROLD AND MAUDE』（2025年9月30日 - 10月10日〈予定〉、EX THEATER ROPPONGI / 10月16日 - 18日〈予定〉、森ノ宮ピロティホール） - ハロルド 役[37]

### ニュース番組
- イブ6プラス（2019年4月 - 2022年3月22日[38]、とちぎテレビ） - 不定期火曜レギュラー[39][40]→火曜レギュラー[41]

### 情報番組
- ノンストップ!（2025年4月4日 - 、フジテレビ） - 金曜コーナー「めざせ！料理アイドル 七五三掛KITCHEN」[42]

### バラエティ番組
- ラヴィット!（2025年1月6日 - 3月24日）、TBSテレビ） - 月曜「ラヴィット!ファミリー」（シーズンレギュラー）[43][44]
- Kis-My-Ft2 藤ヶ谷太輔&横尾渉 NAKED〜素のまま沖縄2人旅〜 ダイジェスト版（2025年6月28日、日本テレビ） - ナレーション[45]

## 書籍

### 雑誌連載
- 扶桑社『ESSE』「#七五三掛kitchen」（2025年5月号 - ）[46][47]